# Waterfront
Uzasadnienie:  Waterfront to anglicyzm. Polska nazwa to nabrzeże jednak artykuł taki już istnieje i jest tam opisana tylko funkcja portowa nabrzeża.

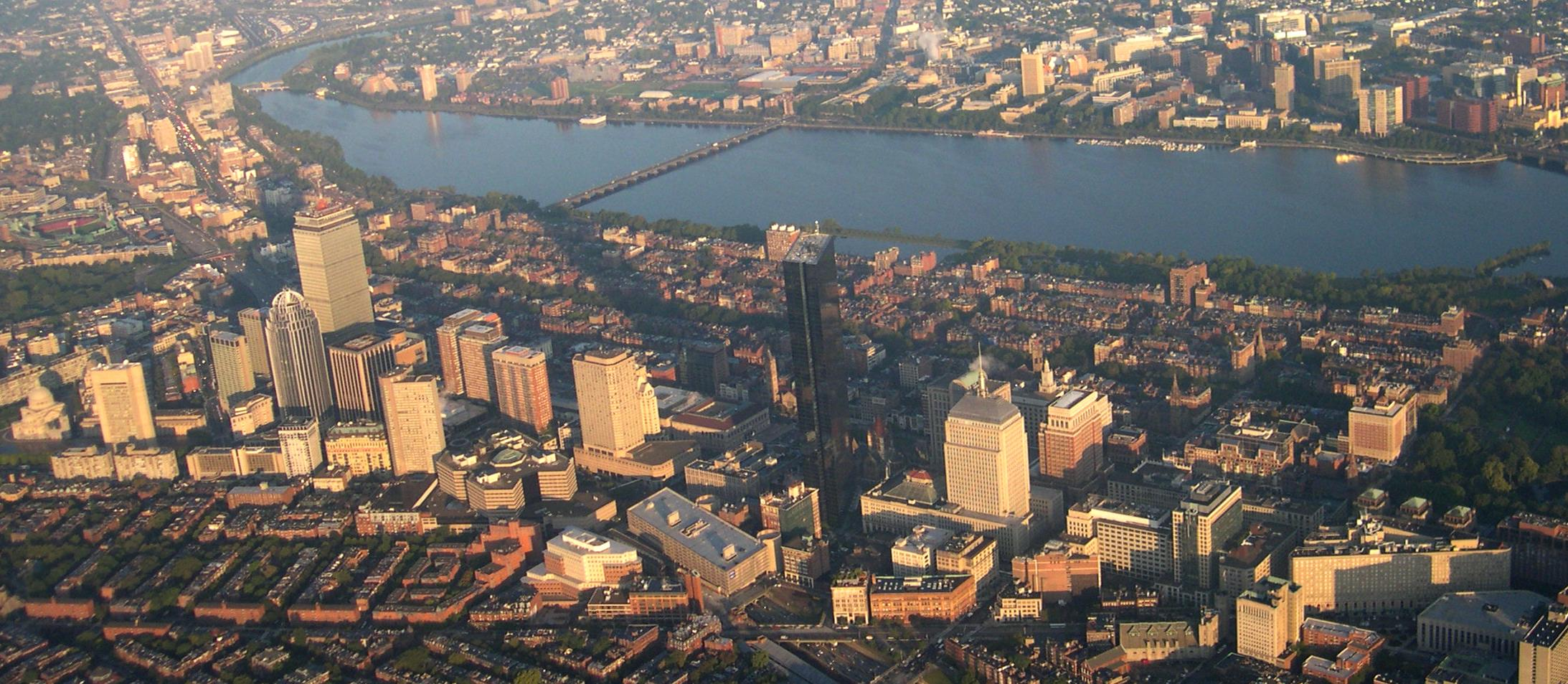
Widok zatoki Back Bay w Bostonie. Dominacja funkcji miejskich zagospodarowania przestrzennego waterfrontu. W literaturze przedmiotu, rewitalizację frontu wodnego w Bostonie uznaje się za przykład spektakularnego sukcesu.

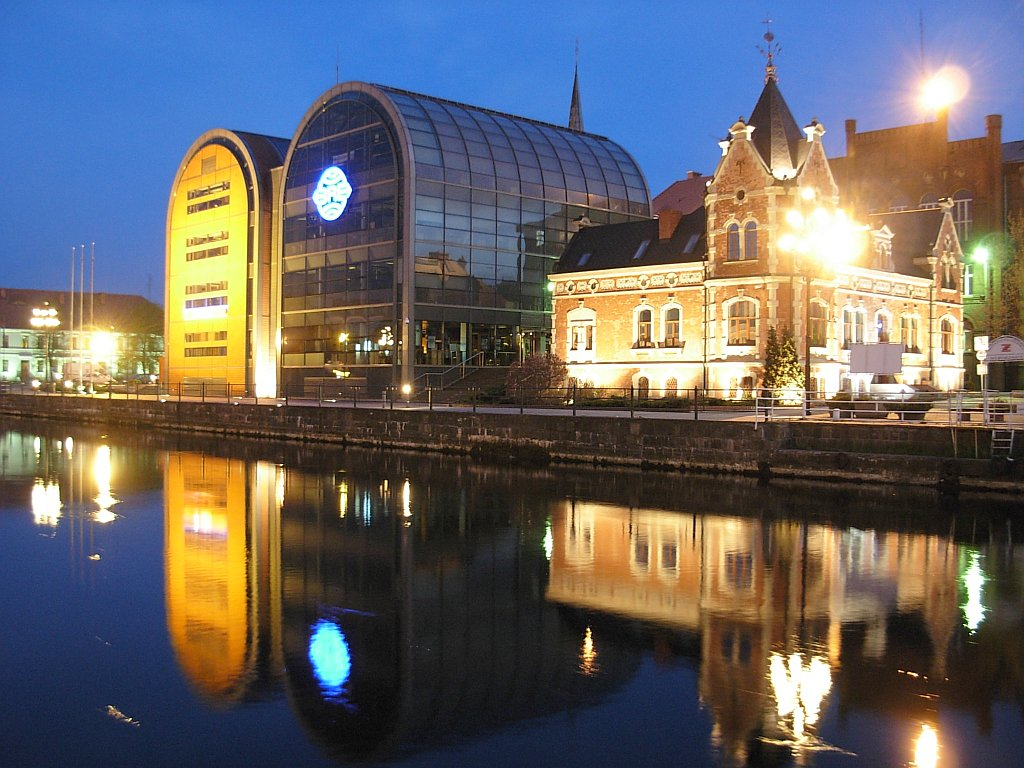
Waterfront Bydgoszczy

Waterfront (front wodny) - w urbanistyce terminem tym określa się obszary ulokowane nad naturalnym zbiornikiem wodnym, jeziorem, rzeką, bądź morzem. Z reguły jednak termin odnosi się do obszarów stykowych znajdujących się pomiędzy strukturami miejskimi a portowymi. 
Waterfronty są sferą konfliktów zarówno gospodarczych i przestrzennych, jak i współpracy pomiędzy miastem a portem w sensie administracyjnym, ekonomicznym czy przestrzennym. Nie jest to przestrzeń raz na zawsze wyznaczona, wręcz przeciwnie, historycznie niejednokrotnie ulegała powiększeniu lub przesunięciu. 
Współcześnie obserwuje się powszechny trend w kierunku rewitalizacji waterfrontów. Polega ona na powrocie do aktywnego wykorzystania terenów portowych zlokalizowanych w obrębie miast portowych, opuszczonych w fazie gwałtownej industrializacji portów morskich i rozwoju konteneryzacji oraz innych technologii transportu morskiego, opartych na wykorzystaniu dużych statków. Pozyskane w ten sposób wolne tereny są zlokalizowane z reguły tam, gdzie port i miasto miały swój początek, czyli w centrach miast. 
Tereny te zazwyczaj charakteryzują się dostępem do płytkich akwenów portowych. Często są to stare nabrzeża miejskie z intensywną, jednak w znacznym stopniu zdekapitalizowaną zabudową lądową. W związku z tym wartość tych terenów jest potencjalnie wysoka, choć przed rewitalizacją obniżona z powodu zaniku lub ograniczenia funkcji portowych. Powodem intensywnego penetrowania starych terenów portowych jest ich dostrzegana obecnie uniwersalna atrakcyjność lokalizacyjna, wyrażająca się zarówno wymiernymi walorami funkcjonalnymi, jak i niewymiernymi wprawdzie, lecz cenionymi obecnie walorami kulturowymi.